# Sherwood Boehlert

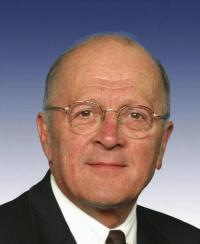
Sherwood Boehlert

Sherwood Louis „Sherry“ Boehlert (* 28. September 1936 in Utica, New York; † 20. September 2021 in New Hartford, New York) war ein US-amerikanischer Politiker (Republikanische Partei). Zwischen 1983 und 2007 vertrat er den Bundesstaat New York im US-Repräsentantenhaus.

## Werdegang
Sherwood Boehlert wurde drei Jahre vor Ausbruch des Zweiten Weltkrieges im Oneida County geboren. Seinen Bachelor of Arts machte er 1961 am Utica College. Zwischen 1956 und 1958 diente er in der US Army. Seine Dienstzeit war vom Vietnamkrieg überschattet. Er war zwischen 1964 und 1979 im Stab des Kongressabgeordneten Alexander Pirnie aus New York. Man wählte ihn zum County Executive im Oneida County – ein Posten, den er zwischen 1979 und 1982 bekleidete. 1980 nahm er als Delegierter an der New York State Republican Convention und der Republican National Convention in Detroit teil.
Bei den Kongresswahlen des Jahres 1982 für den 98. Kongress wurde Boehlert im 25. Wahlbezirk von New York in das US-Repräsentantenhaus in Washington, D.C. gewählt, wo er am 4. Januar 1983 die Nachfolge von Hamilton Fish IV antrat. Er wurde viermal in Folge wiedergewählt. 1993 kandidierte er im 23. Wahlbezirk von New York für den 103. Kongress. Nach einer erfolgreichen Wahl trat er am 4. Januar 1993 die Nachfolge von Michael R. McNulty an. Er wurde viermal in Folge wiedergewählt. Bei den Kongresswahlen des Jahres 2002 für den 108. Kongress wählte man ihn im 24. Distrikt von New York in das US-Repräsentantenhaus, wo er am 4. Januar 2003 die Nachfolge von John M. McHugh antrat. Er wurde einmal wiedergewählt. Da er auf eine erneute Wiederwahlkandidatur 2006 verzichtete, schied er nach dem 3. Januar 2007 aus dem Kongress aus.